# Pål Johnsen
 Pål "Magic" Johnsen , født 17. marts 1976 i Hamar, er en norsk tidligere ishockeyspiller, som spillede for  Storhamar Dragons og har 48 officielle internationale kampe for Norge. 
Johnsen debuterede i Storhamar Dragons i 1992 og har spillet i alt 17 sæsoner for klubben. Fem gange er han blevet norsk mester, og fem gange er han blevet ligamester. I 2000 vandt han Gullpucken som årets bedste norske ishockeyspiller. Han har også spillet i Sverige i  Leksand i Elitserien (2000-2001) og  Skellefteå i Allsvenskan (2001-2002).
Efter 964 A-holdkampe i Storhamar trådte Johnsen af som en aktiv spiller. Johnsen er i øjeblikket træner i ungdomsafdelingen og arbejder i øjeblikket som blikkenslager i Hamar. 

## Eksterne links
- Pål Johnsens profil på Eurohockey.com (engelsk)
- Pål Johnsens profil på Eliteprospects.com (engelsk)